# Zeuxine cordata
Zeuxine cordata là một loài thực vật có hoa trong họ Lan. Loài này được (Lindl.) Ormerod mô tả khoa học đầu tiên năm 2002.